# Убукун (посёлок)
Убуку́н (бур. Бүхэн) — посёлок при станции в Селенгинском районе Бурятии. Входит в сельское поселение «Нижнеубукунское».

## География
Расположен в Убукуно-Оронгойской долине на южной ветке Восточно-Сибирской железной дороги (линия Улан-Удэ — Наушки), на северо-западной стороне Кяхтинского тракта, вблизи улуса Харгана — центра сельского поселения. Находится в 36 км к северо-востоку от районного центра, города Гусиноозёрска, и 72 км юго-западнее Улан-Удэ.

## Население
| 2002 | 2010 |
| ---- | ---- |
| 65   | ↗67  |

## Экономика
Станция Убукун Восточно-Сибирской железной дороги.